# 桑特群島

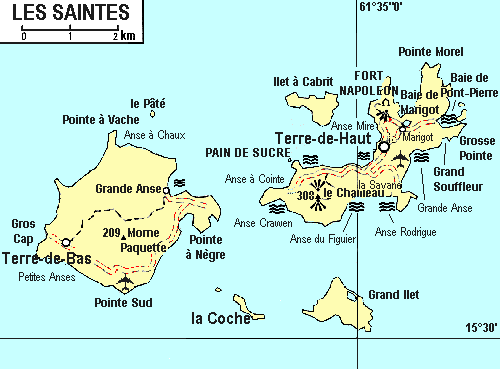

桑特群島（法語： 或 ，法語發音：[il de sɛ̃t]）是法國屬地瓜德羅普的群島，位於瓜德羅普東南約15公里的加勒比海，屬於小安地列斯群島的一部分，面積13平方公里，最高點海拔高度306米，2006年人口2,868。

## 外部連結
- Office Municipal du Tourisme de Terre de Haut, Les Saintes （页面存档备份，存于）—Official site of the Tourist Board of Les Saintes

15°51′N 61°36′W / 15.850°N 61.600°W